# Маргарет Плантагенет
Ма́ргарет Плантагене́т (англ. Margaret Plantagenet), также Ма́ргарет Ви́ндзорская (англ. Margaret of Windsor) и Маргари́та Англи́йская (англ. Margaret of England; 20 июля 1346 — после 1 октября 1361) — пятая дочь короля Англии Эдуарда III и его жены Филиппы Геннегау. В замужестве — графиня Пембрук. Скончалась бездетной в возрасте около пятнадцати лет.

## Биография

### Происхождение и ранние годы
Маргарет родилась 20 июля 1346 года в Виндзорском замке, и была пятой дочерью и десятым ребёнком в семье короля Англии Эдуарда III и его жены Филиппы Геннегау. По отцу девочка была внучкой короля Эдуарда II и Изабеллы Французской; по матери — Вильгельма I, графа Эно, и Жанны Валуа. Также, по отцу и по матери (по женской линии) Маргарет была потомком французского короля Филиппа III Смелого и Изабеллы Арагонской.
В своих хрониках Фруассар, а также несколько более поздних источников называют местом рождения Маргарет Кале, однако генеалогические свитки называют принцессу Маргарет Виндзорской, что о говорит о том, что местом её рождения является Виндзор. Фруассар, наблюдавший за осадой Кале писал, что король и королева оставались в Кале до того момента, как Филиппа «слегла в родах, произведя на свет дочь, названную Маргарет»; таким образом, спорной является и дата рождения Маргарет, поскольку осада Кале началась в сентябре 1346 года. Предположение о рождении девочки в Кале косвенно подтверждается и тем, что через три месяца после родов Филиппа Геннегау вместе с дочерью посетила континент; кроме того, Маргарет оставалась с родителями вплоть до их возвращения в Англию.
Во время пребывания в Кале принцесса не была окружена роскошью, как это было с её братьями и сёстрами. Потому, по возвращении в Англию король Эдуард III приказал обновить гардероб принцессы, добавив в него много одежды из дорогих шёлковых тканей. С момента прибытия на родину детство принцессы стало схоже с детством её старших сестёр: помимо нянек ей был назначен обширный штат прислуги; её постоянными спутниками были братья и сёстры, с которыми она жила в различных резиденциях королевской семьи: так, согласно записям королевской детской, младшие члены семьи, в числе которых была и Маргарет, провели январь 1349 года в Вестминстере, февраль — в Лэнгли, весну в Вудстоке и Кларендоне, а осень и конец года дети провели в Саннинге в Беркшире. Маргарет и её старшей сестре Марии, которая была наиболее близка с сестрой, было разрешено ограниченное число посещений семьи, они также получали меньшую сумму (20 марок в год) на собственные расходы, чем их старшие братья и сёстры. Кроме того, младшие принцессы не имели собственных украшений и владений. Тем не менее, именно Маргарет стала любимой дочерью королевы Филиппы.

### Брачные планы
Первые брачные планы в отношении Маргарет появились вскоре после её рождения. 1 сентября 1347 года в Кале была достигнута договорённость о браке «одной из дочерей короля» Эдуарда III со старшим сыном и наследником герцога Австрии Альбрехта II принцем Рудольфом. Хотя имени Маргарет в документах не упоминается, на тот момент она была единственной дочерью Эдуарда, которая не была обручена; таким образом, только она могла стать невестой Рудольфа Австрийского. Во время переговоров в Кале было достигнуто соглашение о брачном договоре, приданом принцессы и времени её отбытия в Австрию, однако вскоре политическая обстановка в стране изменилась, и переговоры были прерваны.
Несколько лет спустя обсуждалась возможность брака Маргарет с Жаном Шатильоном, сыном Карла де Блуа. Истоки этого союза крылись в войне за бретонское наследство. Во время Столетней войны в герцогстве Бретань произошёл кризис престолонаследия: герцог Артур II де Дрё был женат дважды, однако его старший сын и наследник Жан III Добрый с неприязнью относился к детям отца от второго брака. Первые годы своего правления он пытался добиться аннулирования этого брака и исключения из наследования своих единокровных братьев и сестёр, однако всё это было безрезультатно. Поскольку Жан III был бездетным, своей наследницей он избрал Жанну де Пентьевр, дочь его покойного полнородного младшего брата Ги, в обход единокровного брата Жана де Монфора, который имел несомненно больше прав. В 1337 году Жанна де Пентьевр вышла замуж за Карла де Блуа — племянника короля Филиппа VI. В 1341 года Жан III умер, так и не назвав единственного преемника.
Большая часть дворянства поддержала Карла де Блуа, однако Жану де Монфору на помощь пришёл отец Маргарет. В то же время Карл де Блуа стал официальным французским ставленником и поклялся в верности своему дяде-королю. В свою очередь Эдуард III объявил себя королём Франции, а Жан де Монфор принес оммаж ему. Позднее женой Жана де Монфора, пленённого в ноябре 1341 года, Жанной Фландрской была достигнута договорённость о браке её единственного сына Жана с одной из дочерей Эдуарда III. В жёны Жану была выбрана старшая сестра Маргарет — Мария, к тому моменту не достигшая даже возраста одного года.
В 1351 году Эдуард III изменил свои предпочтения и заключил мир с Карлом де Блуа, который пребывал в плену у англичан с 1347 года; согласно договору, Эдуард III признавал Карла герцогом Бретани, давал ему свободу в обмен на крупную сумму денег (до выплаты денег Карл обязался отослать в Англию своих старших сыновей) и брак Маргарет со старшим сыном Карла Жаном де Шатильоном. Таким образом, независимо от исхода войны одна из дочерей Эдуарда III становилась герцогиней Бретани. Договор был поддержан всеми сторонами. Однако, в конечном итоге, английский король склонился к союзу с Жаном де Монфором, поэтому брачный союз Шатильона и Маргарет так и не был заключён.

### Брак
Среди детей знати, живших при дворе Эдуарда III, постоянным спутником королевских детей был Джон Гастингс, сын и наследник Лоуренса Гастингса, 1-го графа Пембрука. Отец Джона умер в 1348 году, когда мальчику не было и года, и он оказался под опекой короля. Матерью Джона была Агнес Мортимер, одна из дочерей Роджера Мортимера — осуждённого фаворита матери Эдуарда III Изабеллы Французской. В 1355 году Агнес снова вышла замуж: её избранником стал доверенный слуга Эдуарда III Джон де Хейклут; король одобрил этот союз и позволил супругам управлять Пембруком до совершеннолетия Джона, при этом сам мальчик оставался в руках Эдуарда и воспитывался вместе с его детьми. Особенно Джон был привязан к Эдмунду Лэнгли и собственно Маргарет.
В отношении старших сестёр Маргарет король имел матримониальные планы, связанные с представителями иностранных династий. Младшие дочери короля не пользовались большим спросом за границей, поэтому Маргарет могла выйти замуж за представителя английской знати, в том числе и выбранного ею самой, и остаться с горячо любимыми родителями. Согласно придворным записям, в мае 1359 года (по другим данным — в 1358) королевский двор был взбудоражен подготовкой к двойной свадьбе: Маргарет выходила замуж за Джона Гастингса, а её брат Лайонел Антверп женился на Элизабет де Бург, дочери и наследнице Уильяма де Бурга, 3-го графа Ольстера; отец Элизабет умер, когда ей не было и года, и её мать Мод Ланкастерская увезла дочь к королевскому двору, где девочка оказалась под опекой короля и получила образование вместе с его дочерьми. Наряды невест были украшены 2 000 жемчужин стоимостью 216 фунтов 13 шиллингов и 4 пенни. Маргарет в подарок от отца получила диадему из драгоценных камней.
К моменту заключения брака Маргарет ещё не исполнилось четырнадцати лет и хотя она получила титул графини Пембрук, она по-прежнему жила при королевском дворе, а её муж в 1359 году вместе с Эдмундом Лэнгли участвовал в военной кампании Эдуарда III во Франции. В следующем году был заключён мир в Бретиньи, ознаменовавший светлый период в жизни королевской семьи: незамужняя сестра Маргарет, Изабелла, оставалась при дворе, а Джон Гастингс, как и Жан де Монфор — жених принцессы Марии, был воспитанником короля и вернулся из Франции; таким образом вся семья сосредоточилась вокруг короля Эдуарда III и королевы Филиппы, чем они несомненно наслаждались.

### Смерть
Счастливая жизнь королевской семьи омрачилась двумя смертями, последовавшими одна за другой. Летом 1361 года (не ранее 3 июля) в Вудстокском замке сестра Маргарет, Мария, вышла замуж за Жана де Монфора; планировалось, что спустя некоторое время чета покинет Англию и поселится в Бретани, однако вскоре Мария заболела. В течение тридцати недель после свадьбы Мария впала в летаргию, ослабела и умерла до 13 сентября 1361 года. Несколько недель спустя, предположительно после 1 октября 1361 года, неожиданно умерла Маргарет. По желанию матери, обе принцессы были похоронены в Абингдонском аббатстве в Хэмпшире.
Смерть молодой супруги огорчила Джона Гастингса, но поскольку он был весьма молод — Джону ещё не исполнилось пятнадцать лет — два года спустя он взял в жёны Анну Мэнни, дочь и наследницу Уолтера Мэнни, одного из храбрейших капитанов Эдуарда III, и кузины короля Маргарет Бразертон. Вместе с тем, Эдуард III оставался привязан к мужу покойной дочери и многие годы спустя называл его «дорогим сыном».